# Râul Pleș
Râul Pleș este un curs de apă, afluent al râului Rosua. 

## Hărți
- Harta județului Bistrița